# Boninagrion ezoin
Boninagrion ezoin là một loài chuồn chuồn kim thuộc họ Coenagrionidae. Đây là loài đặc hữu của Nhật Bản.